# NGC 4064
NGC 4064 é uma galáxia espiral barrada (SBa) localizada na direcção da constelação de Coma Berenices. Possui uma declinação de +18° 26' 36" e uma ascensão recta de 12 horas, 04 minutos e 11,0 segundos.
A galáxia NGC 4064 foi descoberta em 29 de Dezembro de 1861 por Heinrich Louis d'Arrest.